# Agaocephala cornigera
Agaocephala cornigera är en skalbaggsart som beskrevs av Amédée Louis Michel Lepeletier och Jean Guillaume Audinet Serville 1828. Agaocephala cornigera ingår i släktet Agaocephala och familjen Dynastidae. Inga underarter finns listade i Catalogue of Life.